# Лёвичи
Лёвичи — деревня в Косинском районе Пермского края. Административный центр Левичанского сельского поселения. Располагается юго-восточнее районного центра, села Коса. Расстояние до районного центра составляет 30 км. По данным Всероссийской переписи населения 2010 года, в деревне проживало 216 человек (97 мужчин и 119 женщин).

## История
До Октябрьской революции входил в состав Косинской волости, а в 1927 году — в состав Лёвичевского сельсовета. По данным переписи населения 1926 года, в деревне насчитывалось 45 хозяйств, проживало 219 человек (106 мужчин и 113 женщин). Преобладающая национальность — коми-пермяки.
По данным на 1 июля 1963 года, в деревне проживал 181 человек. Населённый пункт входил в состав Левичанского сельсовета.